# Mięsień g-s
Mięsień g-s – mięsień wchodzący w skład genitaliów samców sieciarek.
Mięśnie g-s to para retraktorów gonarcusa. Opisane są dla Myrmecaerulus trigrammus z rodziny mrówkolwowatych. Łączą one rogi gonarcusa z płytką bazalną dziewiątego sternitu odwłoka. Biorą udział w ruchu retrakcyjnym gonarcusa. Wchodzą w skład zespołu kopulacyjnego (ang. copulative complex) i podzespołu edagusa (aedeagal subcomplex).